# 태초원장
태초원장(太初元將)은 중국 전한 애제의 연호이다. 앞서 사용한 건평을 대신하여 기원전 5년 6월에 개원하였으나, 2개월 후 건평으로 환원되었다.

## 배경
애제는 오랫동안 몸져 누워있었다. 이때 사례교위 해광의 천거를 받은 하하량(夏賀良)·정광세(丁廣世)·곽창(郭昌)은 전한이 쇠락할 기미가 보이니 연호를 새로 제정하면 애제는 장수하고 조정 또한 평안해질 것이라고 주장하였다. 이에 애제는 '태초원장'이라고 개원하는 한편 자신을 진성유태평황제(陳聖劉太平皇帝)라고 칭하였다. 그러나 한 달이 지나도록 병은 차도를 보이지 않았다.
한편 하하량 등은 국정을 농단하여, 승상과 어사대부를 내쫓고 해광과 이심으로 하여금 정사를 돌보게 해야 한다고 주장하였다. 결국 애제는 하하량 등을 주살하였고, 연호를 다시 '건평'으로 되돌렸다.

## 연대대조표
| 태초원장            | 원년       |
| 서력                | 기원전 5년 |
| 육십간지 (六十干支) | 병진(丙辰) |

## 같이 보기
- 중국의 연호

| 이전 연호 건평(建平) | 중국의 연호 전한(前漢) | 다음 연호 건평(建平) |